# Torre di Aljaž
La torre di Aljaž (in sloveno: Aljažev stolp oppure Triglavski stolp) è una torre, un rifugio antitempesta e un vertice geodetico situato in cima al monte Tricorno in Slovenia. Insieme al monte è un simbolo della Slovenia. La torre è stata progettata da Jakob Aljaž, un sacerdote del villaggio di Dovje, il quale la fece costruire nel 1895. Oggi il rifugio appartiene al club alpino di Lubiana e ricade nel comune di Bohinj.